# Truppendienstgericht Mitte
Das Truppendienstgericht Mitte mit Sitz in Koblenz war bis 1992 eines von damals drei deutschen Truppendienstgerichten.
Mit der Verordnung über die Errichtung von Truppendienstgerichten vom 20. August 1992 wurde das Truppendienstgericht Mitte mit Wirkung zum 1. Oktober 1992 aufgelöst; die drei Kammern und die Verfahren wurden an die Truppendienstgerichte Nord (jetzt 7. Kammer) und Süd  (jetzt 3. und 4. Kammer) überführt, verblieben aber in Koblenz.